# The Power of Love (singel Frankie Goes to Hollywood)
The Power of Love – trzeci singiel zespołu Frankie Goes to Hollywood z 1984 roku, pochodzący z debiutanckiego albumu Welcome to the Pleasuredome.

## Ogólne informacje
Singiel okazał się kolejnym wielkim sukcesem zespołu, trafił na wysokie miejsca list przebojów w wielu krajach (w Wielkiej Brytanii był to trzeci z rzędu singel numer 1 grupy).
Teledysk, w przeciwieństwie do poprzednich, nie opierał się na skandalu, choć w niektórych kręgach wzbudzał kontrowersje, ponieważ przedstawiał wędrującą Świętą Rodzinę. Każdego roku w okresie bożonarodzeniowym wideoklip jest emitowany w stacjach muzycznych, a piosenkę można często usłyszeć w radiu.
W 1993 i 2000 roku singiel został wydany ponownie, wraz z dodatkowymi remiksami.

## Formaty singla i lista utworów
- 7": ZTT / ZTAS 5

1. „The Power of Love” (7" mix) – 5:27
2. „The World Is My Oyster” (7" mix) – 4:13

- 12": ZTT / 12 ZTAS 5

1. „The Power of Love” (extended version) – 9:28
2. „The World Is My Oyster” (scrapped) – 1:38
3. „Holier Than Thou” (the first) – 1:08
4. „The World Is My Oyster” (trapped) [instrumental] – 2:29
5. „Holier Than Thou” (the second) – 4:10
6. „The Power of Love” (instrumental) – 2:27

- 12": ZTT / 12 XTAS 5

1. „The Power of Love” (7" mix) – 5:27
2. „The World Is My Oyster” (12" mix) – 4:23
3. „Welcome to the Pleasuredome” (pleasure fix) – 9:46
4. „The Only Star In Heaven” (star fix) – 3:52

- MC: ZTT / CTIS 105

1. „[oh fire!]” – 0:16
2. „The Power of Love” (extended version, too) – 8:54
3. „Scrapped” – 1:38
4. „Holier Than Thou” – 1:08
5. „Trapped” – 2:29
6. „Holier Than Thou” – 4:10
7. „The Power of Love” (instrumental) – 2:27
8. „my uncle is a monster” – 0:29
9. „absolutely obscene” (relax version) – 0:28

## Reedycje
1993
- (CD) – ZTT / FGTH3CD

1. „The Power of Love” – 5:29
2. „The Power of Love” (Original Extended Mix) – 9:29
3. „Rage Hard” (Original DJ Mix) [vocal edit] – 4:13
4. „Holier Than Thou Edit” (No Rest For The Best – Edit) – 3:29

- (CD) – ZTT / FGTH3CDX

1. „The Power of Love” – 5:29
2. „The Power of Love” (Original Extended Mix) – 9:29
3. „Rage Hard” (Original DJ Mix) [vocal edit] – 4:13
4. „The Power of Love” (alternative mix) – 5:07

- (CD) – ZTT-Warner / 4509-94954-2

1. „The Power of Love” (1994 radio love mix) – 3:47
2. „The Power of Love” – 5:29

2000
- (CD) – ZTT / ZTT 150 CD

1. „The Power of Love” (Rob Searle Club Mix Edit) – 4:13
2. „The Power of Love” (Rob Searle Club Mix) – 8:41
3. „The Power of Love” (Minkys Yaba Mix Edit) – 5:05

- (12") – ZTT / ZTT 150 T

1. „The Power of Love” (Rob Searle Club Mix) – 8:38
2. „The Power of Love” (Minky’s Yaba Mix) – 8:10

## Notowania
| Lista (1984)              | Najwyższa pozycja | Cały tydzień |
| ------------------------- | ----------------- | ------------ |
| Austrian Singles Chart    | 8                 | 13           |
| Canadian Singles Chart    | 7                 | 18           |
| Dutch Singles Chart       | 10                | 11           |
| French Singles Chart      | 20                | 15           |
| German Singles Chart      | 4                 | 17           |
| Irish Singles Chart       | 2                 | 7            |
| New Zealand Singles Chart | 2                 | 12           |
| Swedish Singles Chart     | 14                | 3            |
| Swiss Singles Chart       | 2                 | 15           |
| UK Singles Chart          | 1                 | 18           |

## W filmie
„The Power of Love” pojawił się w ścieżkach dźwiękowych filmów: – EastEnders (2008, 2012), Cashback (2006), Letnia burza (2004).

## Wersja Holly’ego Johnsona
Holly Johnson były wokalista Frankie Goes to Hollywood, nagrał własną wersję „The Power of Love” i umieścił ją na swoim ostatnim albumie studyjnym Soulstream z 1999. Piosenka dotarła do #56 pozycji w UK Singles Chart i utrzymywała się na niej przez dwa tygodnie.

## Remiksy i strony B
- „The Power of Love” (Radio Mix)
- „In the House of the Rising Sun” (12" Definitive mix)
- „In the House of the Rising Sun” (Doogs House mix)
- „The Power of Love” (Millennium mix)
- „In the House of the Rising Sun” (DNA Instrumental mix)
- „All U Need Is Love” (demo version*)